# Кіфісос (Беотія)
Кіфісос або Кефісс, іноді Беотійський Кефісс (грец. Κηφισός, дав.-гр. Κήφισσος) — річка в  Греції, в північній  Фокіді, південній  Фтіотиді і  Беотії, що впадає в озеро Ілікі. В  давньогрецькій міфології — бог однойменної річки. Згадується Гомером в  «Списку кораблів» та Геродотом. Витік на Парнасі між селами Лілеєю і Полідрососом в громаді Дельфи в  Центральній Греції.
За Павсанієм землі в долині річки між Парнасом і Калідромоном були найродючіші в Фокіді, тут мешкали  дрохви.
Кіфісос колись впадав в озеро Копаїда, осушене в XIX столітті.
Долина Кіфісосу має стратегічне значення, позаяк з'єднує Північну Грецію через переходи з гори Ета і гори Калідромо (включаючи Фермопіли) з південною Грецією та Коринфською затокою. Внаслідок цього у період Латинократії вздовж долини правителі Афінського герцогства встановили ланцюг фортів і сторожових веж.